# Бенедетто II Дзаккариа
Бенедетто II Дзаккариа (итал. Benedetto II Zaccaria, ум.  1330 г.) — сеньор Хиоса с островами Самос и Кос в 1314—1325 гг. Правил совместно со своим братом Мартино.

## Биография
Бенедетто II был двоюродным братом Хиоского сеньора Палеолого Дзаккариа. После его смерти Бенедетто II стал новым правителем островных владений вместе со своим братом Мартино. Однако, около 1325 года тот сверг Бенедетто, став единоличным правителем Хиоса. 
Свергнутый сеньор обратился за помощью к византийскому императору Андронику III Палеологу. Бенедетто пообещал императору половину доли доходов с острова. В свою очередь, Андроник III планировал установить в Хиосе прямое византийское правление. При императоре началось активное строительство флота, который до этого находился в упадке. Используя в качестве предлога чрезмерное авторитарное правление Мартино, Андроник приступил к вторжению в островную сеньорию.
В 1329 году византийская эскадра добралась до Хиоса, где при поддержке местного греческого населения, остров был взят. Мартино Дзаккариа был пленен и отправлен в Константинополь. После этого Андроник III предложил Бенедетто II губернаторство в Хиосе. Но Дзаккариа потребовал такую же широкую автономию, которой пользовались его преемники. Андроник отказал Бенедетто и назначил губернатором местного греческого феодала.
В ответ Бенедетто II отправился в Галату, где заручился помощью Венеции. После этого, в 1330 году с помощью восьми венецианских кораблей он атаковал Хиос, пытаясь восстановить утраченную сеньорию. Дзаккариа потерпел сокрушительное поражение, и был вынужден отступить в Галату, где он и умер от инсульта в этом же году.